# Université de Bordj Bou Arreridj
L’université Mohamed El Bachir El Ibrahimi est une université située à Bordj Bou Arreridj en Algérie.

## Historique
Créée le 15 juillet 2000 en tant qu'annexe de l’Université Ferhat Abbas de Sétif, l'Université de Bordj Bou Arreridj fut érigée en centre universitaire en vertu du décret exécutif n°01-275 du 18 septembre 2001. Ce centre comprenait deux instituts: l’Institut d’Électronique et l’Institut d’Informatique.
Le 16 août 2006, le décret exécutif no 06-278 a transformé les deux instituts composant le centre en un Institut des sciences et de la technologie et un Institut des sciences économiques, commerciales et des sciences de gestion.
En 2010, à la suite du décret exécutif no 10-17, l'offre de formation s'élargit un peu plus. Le Centre universitaire passe à quatre instituts : Institut des sciences et de la technologie, Institut des sciences économiques, commerciales et des sciences de gestion, Institut des lettres, des langues et des sciences sociales et humaines et enfin, l’Institut de l’informatique et mathématiques.
C'est en 2012, en vertu du Décret exécutif no 12-244 du 4 juin 2012, que le centre universitaire est érigé en Université de Bordj Bou Arreridj. Elle porte le nom de Mohamed El Bachir El Ibrahimi, écrivain et érudit musulman né en 1889 dans la commune de Ouled Brahem, wilaya de Bordj Bou Arreridj.
L'Université de Bordj Bou Arréridj est constituée de 7 facultés:
- Faculté des sciences et de la technologie
- Faculté des sciences de la nature et de la vie et sciences de la terre et de l'univers
- Faculté des mathématiques et de l'informatique
- Faculté des lettres et des langues
- Faculté des sciences sociales et humaines
- Faculté de droit et des sciences politiques
- Faculté des sciences économiques, commerciales et des sciences de gestion.

L’Université de Bordj Bou Arréridj assure les trois cycles de formation du système LMD avec 40 formations de Licence, 33 formations de Master et 8 formations de Doctorat 3e cycle réparties sur 9 domaines de spécialités. Lors de l'année 2014-2015, le nombre total des étudiants inscrits étaient d'environ 12000 étudiants encadrés par 450 enseignants permanents. Pour l'année universitaire 2023-2024, le nombre d'étudiants inscrits a atteint 20 000 étudiants. L'offre pédagogique s'est enrichie de sept nouvelles formations: licences de sciences de l’information et de la communication, de psychologie clinique, de mathématiques analytiques et de chimie pharmaceutique, en plus du diplôme d’ingénieur d’État dans les disciplines de l’informatique, du génie civil, du génie mécanique et électrotechnique et du génie des procédés.

## Formations
L’université Bordj Bou-Arréridj propose deux parcours de formation, le système LMD (licence-master-doctorat) et le système classique.

### Système LMD

#### Licences
L'université propose 34 licences dans les domaines suivants :
- Domaine des sciences et techniques : Génie des procédés, Génie civil, Communication, Informatique industrielle, Électromécanique, Automatique, Électrotechnique, Mécanique énergétique et Conception des systèmes électroniques
- Domaine des sciences de la nature et de la vie : Microbiologie, Biochimie appliquée, Développement durable en milieu rural, Écotoxicologie, Microbiologie alimentaire et Phytopathologie
- Domaine des sciences de la matière : Chimie analytique, Physique des matériaux et Physique énergétique
- Domaine des mathématiques et informatique : Mathématiques appliquées, Mathématiques fondamentales, traitement de l’image, Décisionnelle, Recherche opérationnelle.
- Domaine des sciences économiques, de gestion et commerciales: Comptabilité, Commerce international, Marketing et Management
- Domaine des sciences humaines et sociales : sociologie de développement des ressources humaines, Sociologie de la communication, Organisation et travail
- Domaine des langues et littérature arabes : littérature arabe
- Domaine des lettres et langues étrangères : didactique du français

#### Masters
L’université propose dix masters dans les spécialités suivantes :
- Mathématiques appliquées
- Génie des procédés et environnement
- Télécommunications
- Informatique industrielle
- Génie civil
- Physique des matériaux et modélisation numérique
- Chimie analytique
- Chimie des matériaux
- Ingénierie de l’informatique décisionnelle
- Réseaux  et multimédia
- électromécanique

#### Doctorats
Durant l’année universitaire 2009/2010, deux doctorats ont été agréés :
- Génie des procédés et environnement
- Génie électrique et informatique industrielle

### Système classique
L'université propose trois Licences en sciences économiques et de gestion :
- Finances, monnaies et banques
- Finances
- Comptabilité

Et trois Ingéniorat d’État en technologie :
- Électronique
- Informatique
- Électromécanique

Le centre universitaire a ouvert un  magister en sciences économiques.